# 평상 수훈

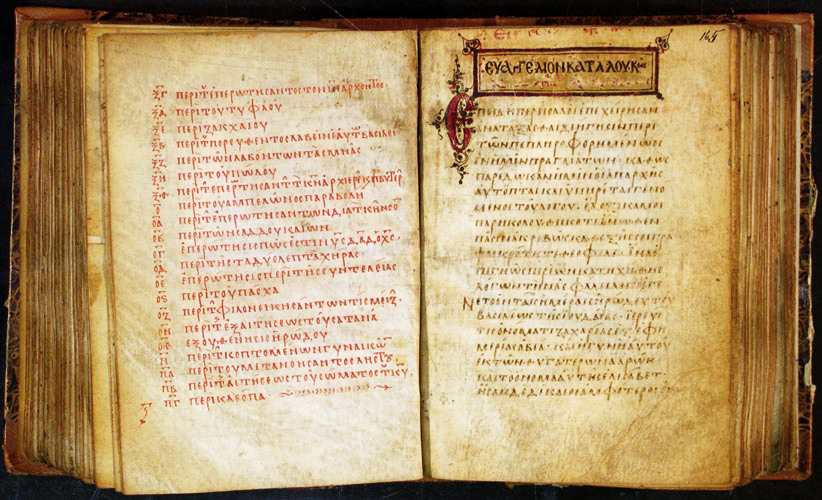
9세기, 코덱스 페트로폴리타누스에서 루카 복음서의 시작

평상 수훈(平牀垂訓, 영어: Sermon on the Plain)은 기독교에서 루카 복음서 6:17–49에서 예수에 의한 가르침의 집합을 의미한다.
이 설교는 마태오 복음서의 산상 수훈보다 길다고 비교된다.
루카 복음 612-20a에 설교로 이어지는 사건의 자세한 사항이 있다. 그것에서, 예수는 하느님께 기도하려고 산에서 밤을 보냈다. 이틀 후, 그는 그의 문도들을 모아 그가 사도라고 부르는, 그 중 12명을 선택했다. 산에서 내려 오는 길에, 그는 사람들의 군중이 모일 "정도의 장소"에 서 있었다. "더러운 영" (귀신들림 참조)을 가진 사람들을 치료한 후, 예수님은 소위 산상 수훈이라 불리는 것을 시작했다.
설교에 포함된 주목할만한 말:
- 팔복과 불행 (6:20–26)
- 원수를 사랑하고 다른 뺨을 내밀라 (6:27–36)
- 남이 너희에게 해 주기를 바라는 그대로 너희도 남에게 해 주어라 (6:31)
- 남을 심판하지 마라 그러면 너희도 심판받지 않을 것이고, 남을 단죄하지 마라 그러면 너희도 단죄받지 않을 것이고, 용서하여라 그러면 너희도 용서받을 것이고, 주어라 그러면 너희도 받을 것이다 (6:37–38)
- 눈먼 이가 눈먼 이를 인도할 수 있겠느냐? 제자는 스승보다 높지 않다 (6:39-40a)
- 친구의 눈의 티를 돌보기 전에 네 눈의 들보를 빼내라 (40b-42)
- 좋은 나무는 나쁜 열매를 맺지 않고 나쁜 나무는 좋은 열매를 맺지 않는다, 나무는 모두 그 열매를 보면 안다 (43–45)
- 너희는 어찌하여 나를 주님, 주님 하고 부르면서 내가 말하는 것은 실행하지 않느냐? (46)
- 내 말을 듣고 실행하는 이는 반석 위에 집을 지어 살아남을 것이고, 그러지 않는 이는 맨땅에 집을 지어 허물어져 버릴 것이다 (47–49)

루카 7:1에서 예수는 군중에게 모두 말한 후, 루카 연대기에선 루카 4:31 이후 방문한 적이 없던 카파르나움으로 갔다.

## 같이 보기
- 루카 6
- 기독교 속 예수
- 신약 속 예수의 삶